# Compton (Californië)
Compton is een stad in het zuiden van Los Angeles County (Californië). De stad is erkend in 1889 en heeft, volgens een telling in 2010, 96.455 inwoners.
Als voorstad van Los Angeles heeft Compton de laatste jaren een grote toename gekend van de middenklasse, omwille van de betaalbare woningen en de vermindering van de criminaliteit. Compton is nog altijd een voornamelijk Afro-Amerikaanse stad, hoewel vanaf de jaren 2000 ook de latino's een grote bevolkingsgroep vormden als gevolg van immigratie en verschuivingen in de etnische bevolkingsgroepen.
De buurten in Compton zijn: Sunny Cove, Leland, Downtown Compton en The Richland Farms.

## Geschiedenis
In 1784 heeft de Spaanse koning een gebied van 304 km² overgedragen aan Juan Gose Dominguez. Het gebied werd Rancho San Pedro genoemd. De naam Dominguez werd later gebruikt voor de Dominguez Hills gemeenschap in het zuiden van Compton. De boom die de oorspronkelijke noordelijke grens van het Rancho aanduidde staat nog altijd aan de hoek van Poppy en Short street. Later werd het Rancho onderverdeeld, en de percelen werden verkocht aan Californiërs tot ze weer werden afgestaan na de Mexicaans-Amerikaanse oorlog in 1848. De Rancho's kwamen vooral in het bezit van Amerikaanse immigranten na de oorlog van 1848.
In 1867 leidde Griffith D. Compton een groep van Amerikaanse kolonisten naar het gebied, op zoek naar een zacht klimaat. De stad werd erkend op 11 mei 1889, en werd genoemd naar Griffith D. Compton.
Compton groeide snel rond 1950. Hoewel het spoedig het thuis zou worden voor een grote groep Afro-Amerikanen, was er in 1930 nog maar één Afro-Amerikaanse inwoner. In de late jaren 40, met de ontmanteling van de segregatie, begon er zich een middenklasse van Afro-Amerikanen te vestigen, vooral aan de westelijke zijde. Een reden van deze immigratie was dat Compton dicht bij Watts lag, waar een grote groep Afro-Amerikanen woonde. Al met al bleef de oostelijke zijde van Compton voornamelijk blank aan het begin van de jaren 70. Ondanks de ligging in het midden van een groot stedelijk gebied, bleef er in ieder geval nog een klein deel van de landbouw uit de vroege jaren over.
Sinds de jaren 1980 is Compton enorm gaan groeien op hiphopgebied; de meeste bekende rappers kwamen uit Compton. Compton werd op de kaart gezet als de hiphop-stad. Rappers zoals Eazy-E en de groep N.W.A komen uit Compton.

## Misdaad
In 2008 verklaarde de CQ Press, met gebruik van gegevens van de FBI, Compton als 17e meest gevaarlijke stad van Amerika. De stad stond bekend om zijn misdaadbendes, voornamelijk door de Bloods, de Crips, en Mexicaanse bendes die contacten hadden met de sterke Mexicaanse drugskartels.
Comptons gewelddadige reputatie werd gepopulariseerd in de late jaren 80 door de opkomst van lokale "gangstarap"-groepen als Compton's Most Wanted, maar vooral Eazy-E en N.W.A, die in 1988 de albums Straight Outta Compton en Eazy-Duz-It uitbrachten. Hoewel de criminaliteitscijfers na de crackepidemie in de jaren 80 en begin jaren 90 enorm daalde, heeft de stad toch nog hoge pieken van criminaliteit gekend. De misdaad is echter, vanaf 2002, sterk verminderd als gevolg van het harde werk van de Los Angeles County Sheriff's Department.
In 2005 kende Compton 75 moorden, en dat is een tamelijk hoog cijfer in vergelijking met het landelijk gemiddelde. Sinds 2005 hebben de inwoners van Compton de kans om hun wapens in te leveren in ruil voor een cheque van 100 dollar. Dit wordt het Gifts for Guns program genoemd, met de bedoeling om de gewapende criminaliteit te bestrijden. In 2006 werden twee keer zoveel agenten ingezet, met als gevolg een vermindering van 22 moorden op 4 maanden naar 5.

## Geografie
Volgens het United States Census Bureau (USCB) heeft de stad een oppervlakte van 26,4 km². 26,2 km² ervan is land, en 0,2 km² bestaat uit water. Compton grenst aan Willowbrook in het noorden en noordwesten, aan West-Compton in het westen, aan Carson in het zuidwesten, aan Long Beach in het zuidoosten, aan Rancho Dominguez in het zuiden, aan East-Compton in het oosten, en ten slotte aan Lynwood in het noordoosten.

## Cultuur
Momenteel is de grootste etnische groep de Latino's. Nochtans denken nog veel mensen dat Compton voornamelijk een zwarte gemeenschap is. Een mogelijke reden hiervoor is dat ondanks de verschuivingen van de bevolking, de Afro-Amerikanen nog steeds de meeste posities hebben in het bestuur. De stad staat niet alleen bekend om zijn criminaliteit en misdaad maar ook om zijn muziek. Het is de thuisbasis van veel rappers die rond de jaren 80 en 90 hun albums uitbrachten.
Sommige afleveringen van The Fresh Prince of Bel-Air spelen zich af in Compton omdat Wills vriend Jazz er woont. Ook komen veel spelers van de NBA uit Compton zoals DeMar DeRozan, Tayshaun Prince en Tyson Chandler.
Compton staat ook bekend om zijn grote Pacific Islander gemeenschap, er woont een groot aantal Filipijnen, Vietnamezen en Koreanen. West-Compton en Willowbrook hebben meer Afro-Amerikanen van de middenklasse dan in het centrum van de stad en East-Compton waar er een groter aantal Latino's aanwezig is.

## Bekende inwoners van Compton

### Geboren
- Ken Carpenter (1913-1984), discuswerper en olympisch kampioen
- Tom Lister jr. (1958-2020), acteur en professioneel worstelaar
- Eazy-E (1964-1995), rapper en muziekproducent
- Dr. Dre (1965), rapper en muziekproducent
- Suge Knight (1965), muziekproducent
- Krist Novoselic (1965), bassist bij Nirvana
- MC Eiht (1967), rapper
- DJ Yella (1967), muziekproducent en diskjockey
- MC Ren (1969), rapper
- DJ Quik (1970), rapper en muziekproducent
- B.G. Knocc Out (1975), rapper
- Game (1979), rapper
- Tayshaun Prince (1980), basketballer
- Kendrick Lamar (1987), rapper
- DeMar DeRozan (1989), basketballer
- Tyga (1989), rapper
- YG (1990), rapper
- Roddy Ricch (1998), rapper

### Woonachtig (geweest)
- Coolio (1963-2022), rapper en acteur